# Passiflora spectabilis
Passiflora spectabilis är en passionsblomsväxtart som beskrevs av Ellsworth Paine Killip. Passiflora spectabilis ingår i släktet passionsblommor, och familjen passionsblomsväxter. Inga underarter finns listade i Catalogue of Life.